# Enguerrand de Boves (prélat)
Enguerrand de Boves était un prélat catholique qui fut évêque d'Amiens de 1115 à 1127.

## Biographie

### Famille
Enguerrand de Boves était issu de la famille de Boves, il était le fils d'Enguerrand de Boves, comte d'Amiens et frère de Robert de Boves. 

### Carrière ecclésiastique
Cet entourage familial lui permit de devenir chanoine du chapitre cathédral d'Amiens, puis archidiacre et enfin évêque d'Amiens en 1115.
En 1119, il assista au concile de Reims présidé par le pape Calixte II qui réunit une quinzaine d'archevêques, deux cents évêques et environ autant d'abbés. L'objet de ce concile était de tenter de résoudre la querelle des Investitures. 
En 1120, il assista au concile de Beauvais qui statua sur la canonisation d'Arnoul, évêque de Soissons.
Il décéda le 21 mai 1127.